# Alte Universität (Wien)

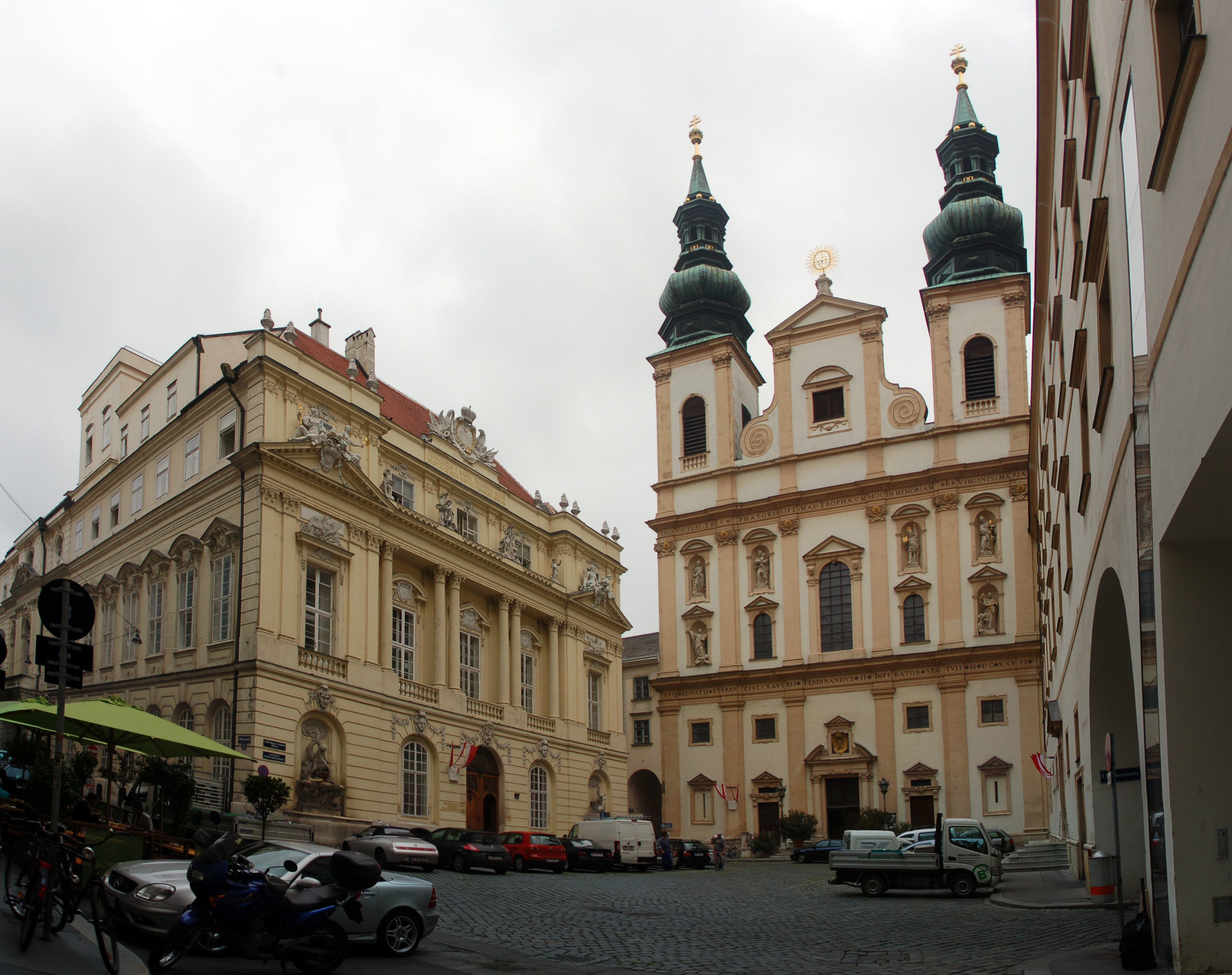
Links die Neue Aula der Alten Universität Wien, rechts die Jesuitenkirche

Die Alte Universität in Wien ist ein weitläufiger, heterogener Gebäudekomplex in der Inneren Stadt, dem 1. Wiener Gemeindebezirk, der zum Großteil aus dem 17. und 18. Jahrhundert stammt. Sie wurde 1624–1650 an der Stelle des Herzogskollegs aus dem 14. Jahrhundert errichtet und beherbergte bis in die zweite Hälfte des 19. Jahrhunderts die Universität Wien und die Sternwarte. Heute ist hier unter anderem die Österreichische Akademie der Wissenschaften untergebracht.

## Geschichte

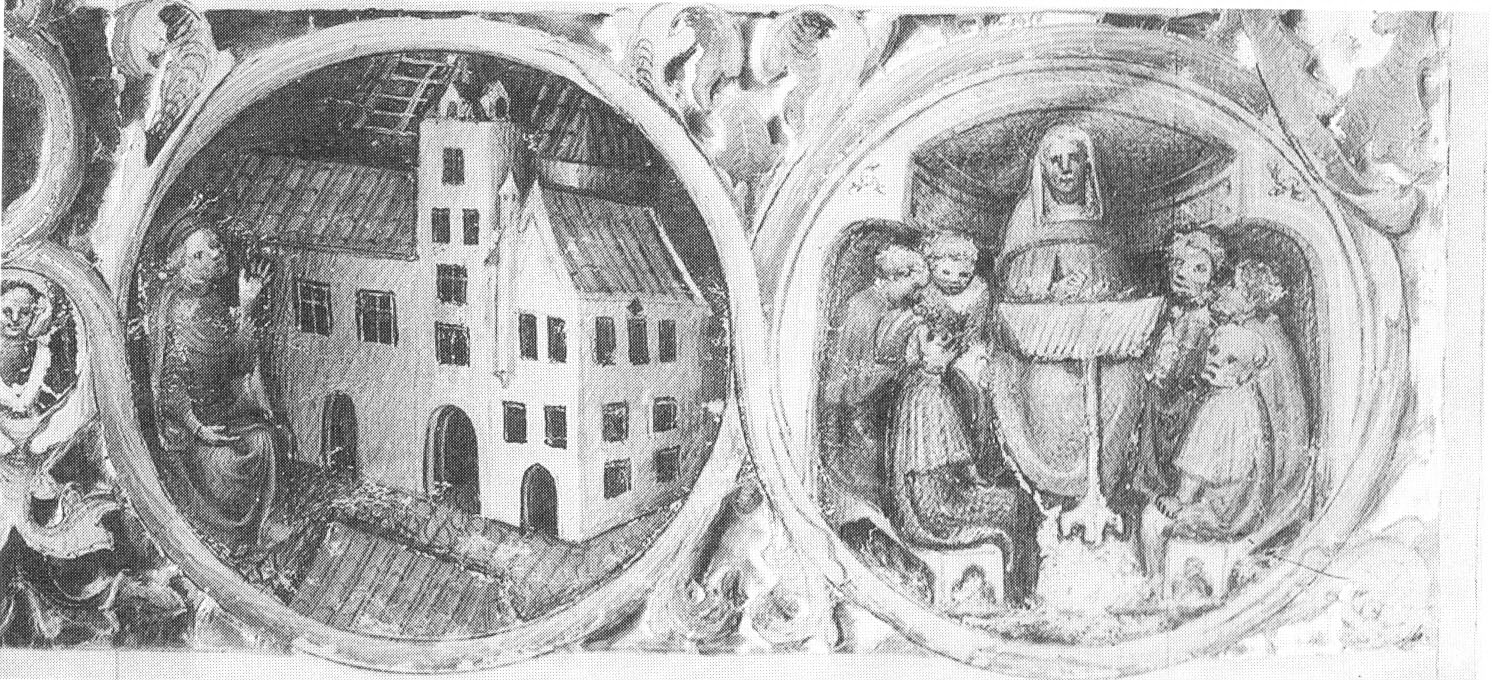
Darstellung der Universität aus der Mitte des 15. Jahrhunderts

Zwanzig Jahre nach ihrer Gründung, 1385, bezog die Universität Wien ihr erstes eigenes Gebäude, das von Herzog Albrecht III. gestiftete Collegium ducale (Herzogskolleg) gegenüber dem Dominikanerkloster in der heutigen Postgasse. Die Gegend innerhalb des Stubentors entwickelte sich zum Universitätsviertel, weitere Universitätsgebäude und Bursen kamen hinzu.

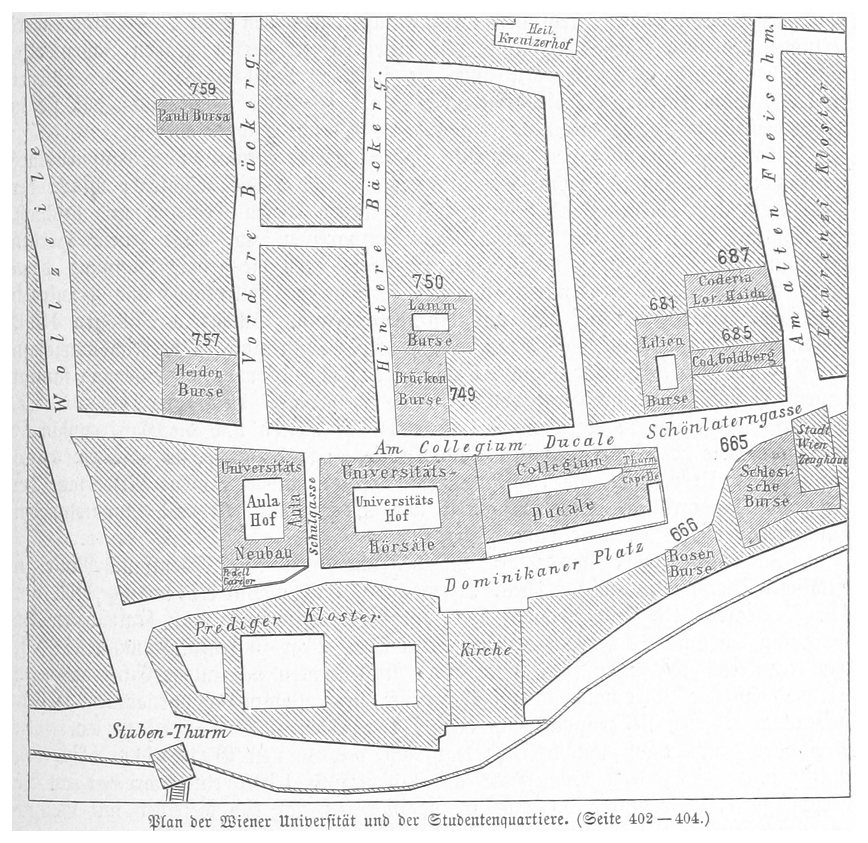
Plan des Universitätsviertels (aus Bermann: Alt- und Neu-Wien, 1880)

1623 beauftragte Kaiser Ferdinand II. als gegenreformatorische Maßnahme (und um das zwischenzeitlich abgesunkene Niveau wieder zu heben) die Jesuiten mit der Neuorganisation. Die Universität Wien wurde mit dem 1551 gegründeten Jesuitenkolleg vereinigt, die Jesuiten übernahmen die Lehrstühle der humanistischen, philosophischen und theologischen Disziplinen. 1624 erfolgte die Grundsteinlegung für die neuen Universitätsgebäude, die im alten Universitätsviertel errichtet wurden.
Der Großteil der Gebäude wurde im 17. Jahrhundert errichtet, 1756 wurde unter Kaiserin Maria Theresia die Neue Aula als neues Universitäts-Hauptgebäude eröffnet.
1733 begründeten die Jesuiten eine Sternwarte, die erste ständige Sternwarte Wiens. 1753 bis 1882 war hier die alte Universitätssternwarte in Betrieb.
1773 wurde der Jesuitenorden von Kaiser Joseph II. aufgehoben, der Universitätsbetrieb wurde verstaatlicht.
Im Zuge der Märzrevolution 1848 war die Neue Aula Ausgangspunkt der revolutionären studentischen Bewegung; nach der Niederschlagung der Revolution wurde das Universitätsviertel militärisch besetzt. In der Folge wanderte der akademische Betrieb immer mehr ab, die Gebäude wurden anderweitig genutzt: 1857 bezog die zehn Jahre zuvor gegründete Akademie der Wissenschaften die Neue Aula, die Universitätskirche und das Jesuitenkolleg wurden den Jesuiten zurückgegeben. 1884 bezog die Universität Wien das neue Hauptgebäude am Ring und verließ endgültig die Alte Universität.

## Die einzelnen Gebäude

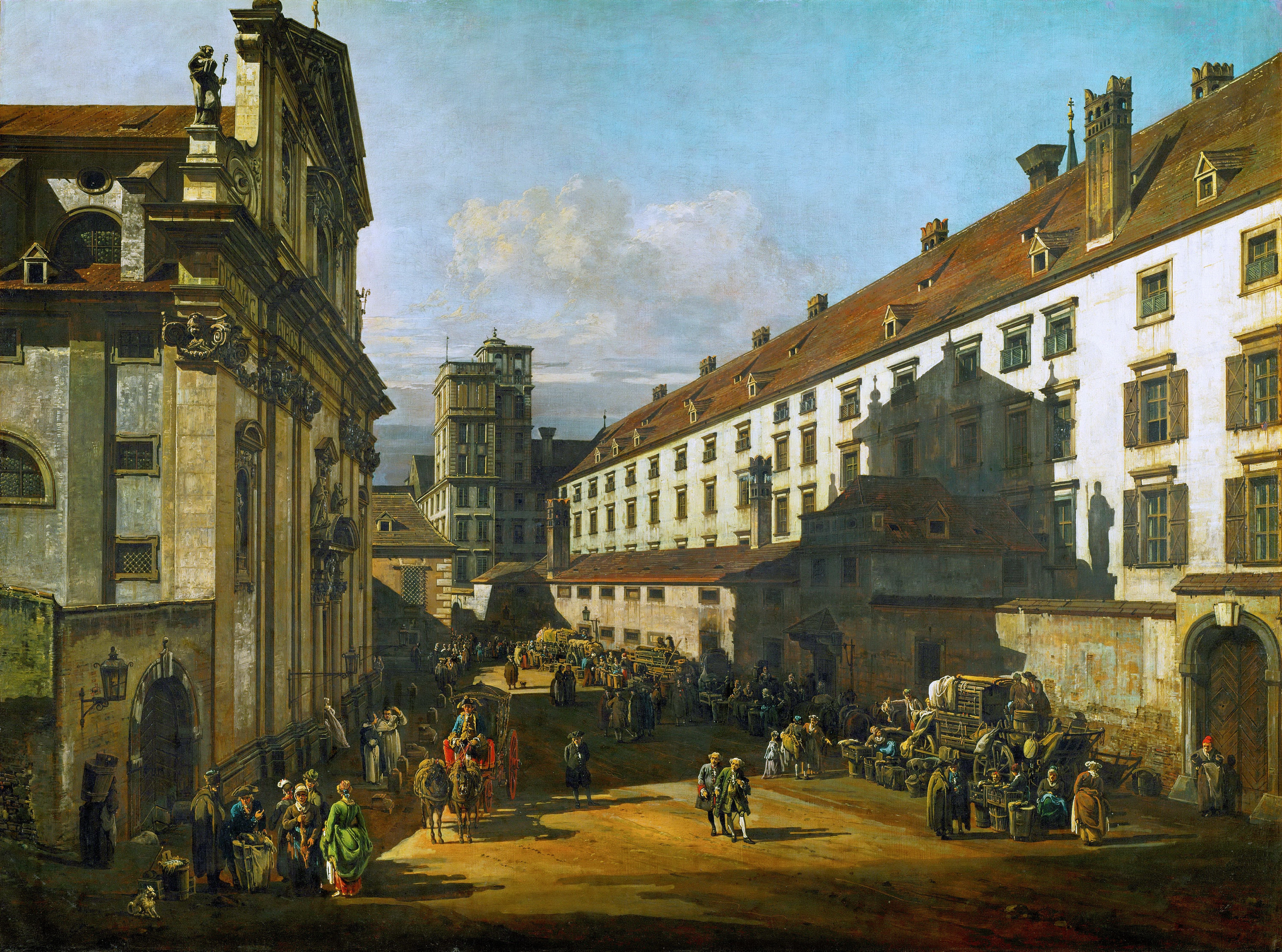
Rechts das Jesuitenkloster samt Stöcklgebäude und Sternwarteturm, links die Dominikanerkirche (entlang des alten Dominikanerplatzes, heute Postgasse, gesehen; Bernardo Bellotto vlg. Canaletto, um 1760)

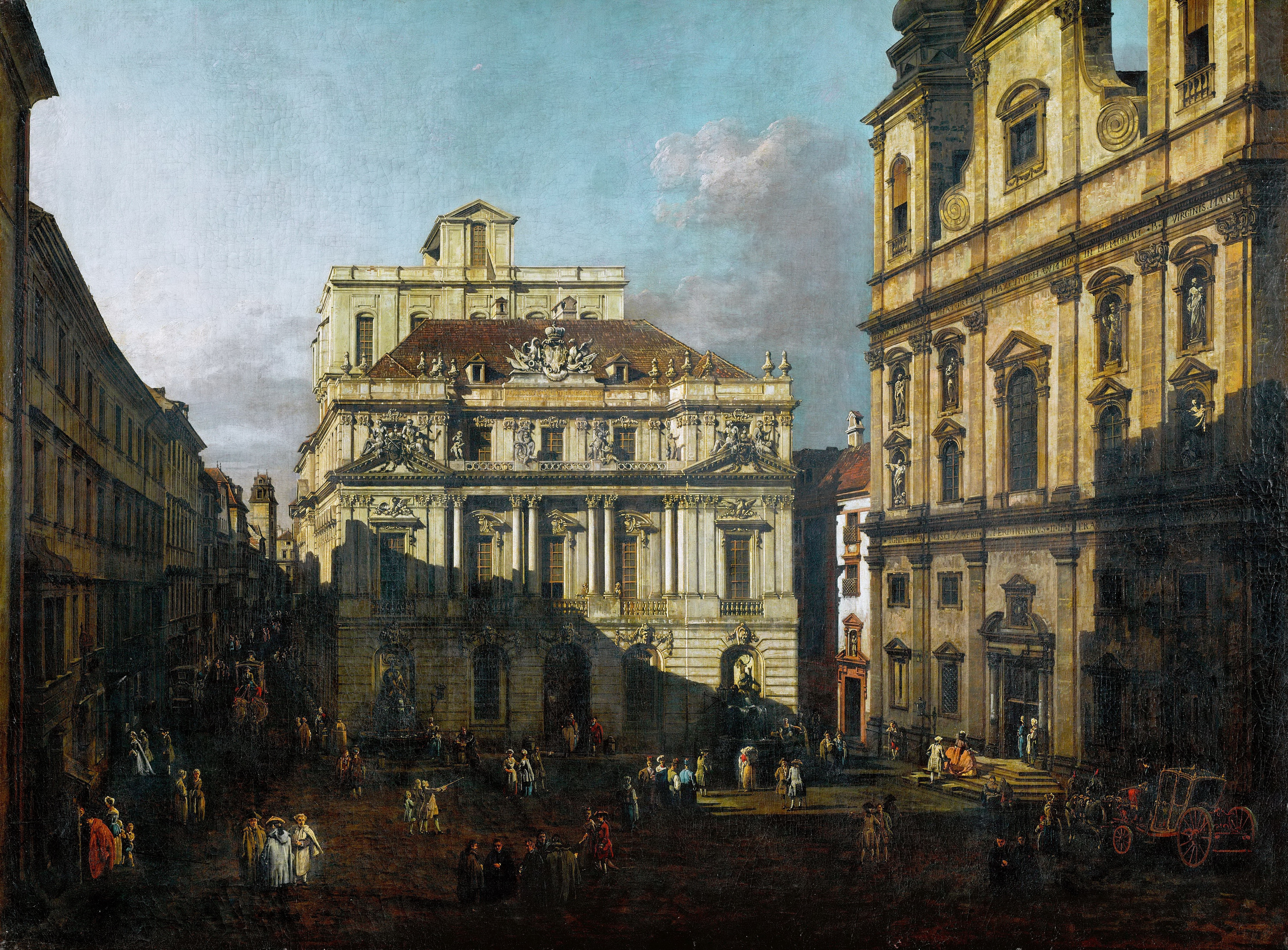
Neue Aula mit Universitätssternwarte, mit dem aufgesetzten Observatorium (rechts Jesuitenkirche; Canaletto, ca. 1759)

### Jesuitenkirche (Universitätskirche)
Die Jesuitenkirche, auch Universitätskirche genannt, wurde von einem unbekannten Baumeister, wahrscheinlich Giovanni Battista Carlone, zwischen 1624 und 1631 errichtet. Sie wurde den Jesuitenheiligen Ignatius von Loyola und Franz Xaver geweiht.
Die schlichte frühbarocke Kirche wurde 1703 auf Auftrag von Kaiser Leopold I. durch den Maler und Bildhauer Andrea Pozzo wesentlich umgestaltet. Die Fassade wurde um zwei Türme erweitert und erhielt so ihr heutiges Aussehen. Pozzo gestaltete auch das prunkvolle Innere der Kirche; am bekanntesten sind die Deckenfresken in Trompe-l’œil-Technik, die eine Kuppel vortäuschen.

### Jesuitenkolleg mit Jesuitensternwarte
Das Jesuitenkolleg ist ein weitläufiger, rechteckiger viergeschoßiger Bau mit großem Innenhof, der östlich an die Jesuitenkirche anschließt. Die schlichte frühbarocke Fassade ist durch steingerahmte Fenster mit steinernen Fensterbänken gegliedert. Der Hof wurde im Frühjahr 2022 renoviert und ist seither öffentlich zugänglich. Im Zuge der Renovierung wurden auch die zwischenzeitlich zugemauerten Arkaden, die den Hof an drei Seiten umgeben, wieder geöffnet.
An der östlichen, der Postgasse zugewandten Seite befinden sich links und rechts Zubauten: links der Sternwartetrakt, rechts der Bibliothekstrakt.
Die Jesuiten hatten schon 1714 das Museum mathematicum eingerichtet, mit optischen, astronomischen, geodätischen, geometrischen Gerätschaften, und einer Sammlung von Erd- und Himmelsgloben. Die Jesuitensternwarte, Ecke Bäckerstraße / Postgasse, war ein 45 m hoher, doppelt ausgeführter Turm. Er hatte oben eine offene und eine überdachte Plattform. Die Obergeschoße dieses achtstöckigen Turms wurden im 19. Jahrhundert abgetragen.

### Bilbliothektstrakt
Der an drei Seiten freistehende und nur mit einem schmalen Verbindungsgang mit dem Kolleggebäude verbundene barocke Bibliothekstrakt beherbergte ursprünglich die Bibliothek des Jesuitenkollegs. 1827–1829 erhielt er seine klassizistische Fassade. Seit 1980 ist dort das Archiv der Universität Wien untergebracht. Der eigentliche Bibliothekssaal im ersten Obergeschoß ist seit 2022 wieder als solcher in Verwendung, allerdings mit neuen Bücherregalen, da die ursprüngliche Einrichtung verloren ist. An der Oberseite des Saales befindet sich ein barockes Deckengemälde von Anton Hertzog aus dem Jahr 1734.

### Stöcklgebäude
Das Stöcklgebäude ist ein ehemaliges barockes Wirtschaftsgebäude, das im 19. Jahrhundert weitgehend umgestaltet wurde. Es ist ein langgestreckter, zweigeschoßiger Bau in der Postgasse, der dem Jesuitentrakt unmittelbar vorgelagert ist. Mit diesem ist er durch einen abgetreppten Schwibbogen verbunden, der die Jahreszahlen 1385 und 1885 trägt und damit auf das damalige Jubiläum hinweist.

### Alte Aula
Die Alte Aula befindet sich gegenüber dem Sternwartetrakt des Jesuitenkollegs in der Bäckerstraße zwischen Postgasse und Dr.-Ignaz-Seipel-Platz (früher Universitätsplatz); Alte Aula und Jesuitenkolleg sind durch zwei Schwibbögen miteinander verbunden. Die Alte Aula wurde gleichzeitig mit dem Jesuitenkolleg ab 1624 errichtet und diente vor allem Repräsentationszwecken.

### Neue Aula mit Universitätssternwarte
Die Neue Aula ist ein langgestreckter, rechteckiger barockklassizistischer Monumentalbau zwischen der Bäckerstraße und der Sonnenfelsgasse mit einer prunkvollen Fassade zum Dr.-Ignaz-Seipel-Platz. Manchmal wird mit der Bezeichnung „Alte Universität“ lediglich die Neue Aula gemeint. Sie wurde 1753–55 von Jean Nicolas Jadot de Ville-Issey erbaut. An den beiden Eckrisaliten befindet sich je ein Brunnen „Knabe mit Delfin“.
Auf das Gebäude aufgesetzt war die Universitätssternwarte. Ursprünglich wurde sie 1753 als vierstöckiger, schmaler Holzaufbau quer zur Hauptachse errichtet. 1825 wurde die ganze Sternwarte umgebaut, ein großer Beobachtungssaal eingerichtet, und  an dessen den westlichen Ecken zwei Türme mit beweglichen Kuppeldächern errichtet, 1833 kam ein dritter Turm hinzu. Die Sternwarte war bis 1882 in Betrieb und übersiedelte dann auf die Währinger Türkenschanze.
Heute sind nurmehr Reste des Aufbaues erkennbar.

### Domus Universitatis
Das ehemalige Pedellenhaus befindet sich in der Sonnenfelsgasse unmittelbar links neben der Jesuitenkirche, von dieser nur durch die schmale Jesuitengasse getrennt und mit einem Schwibbogen verbunden. Das frühbarocke Haus wurde 1628 errichtet und beherbergte verschiedene Verwaltungseinrichtungen der Universität Wien. Gedenktafeln an der Fassade erinnern an Ulrich Zwingli und Konrad Grebel, die an der Universität Wien studierten (1498/99 und 1500 bzw. 1515 bis 1518), sowie an Gottfried Wilhelm Leibniz, von dem der erste Vorschlag für eine Akademie der Wissenschaften in Wien stammte.

## Galerie

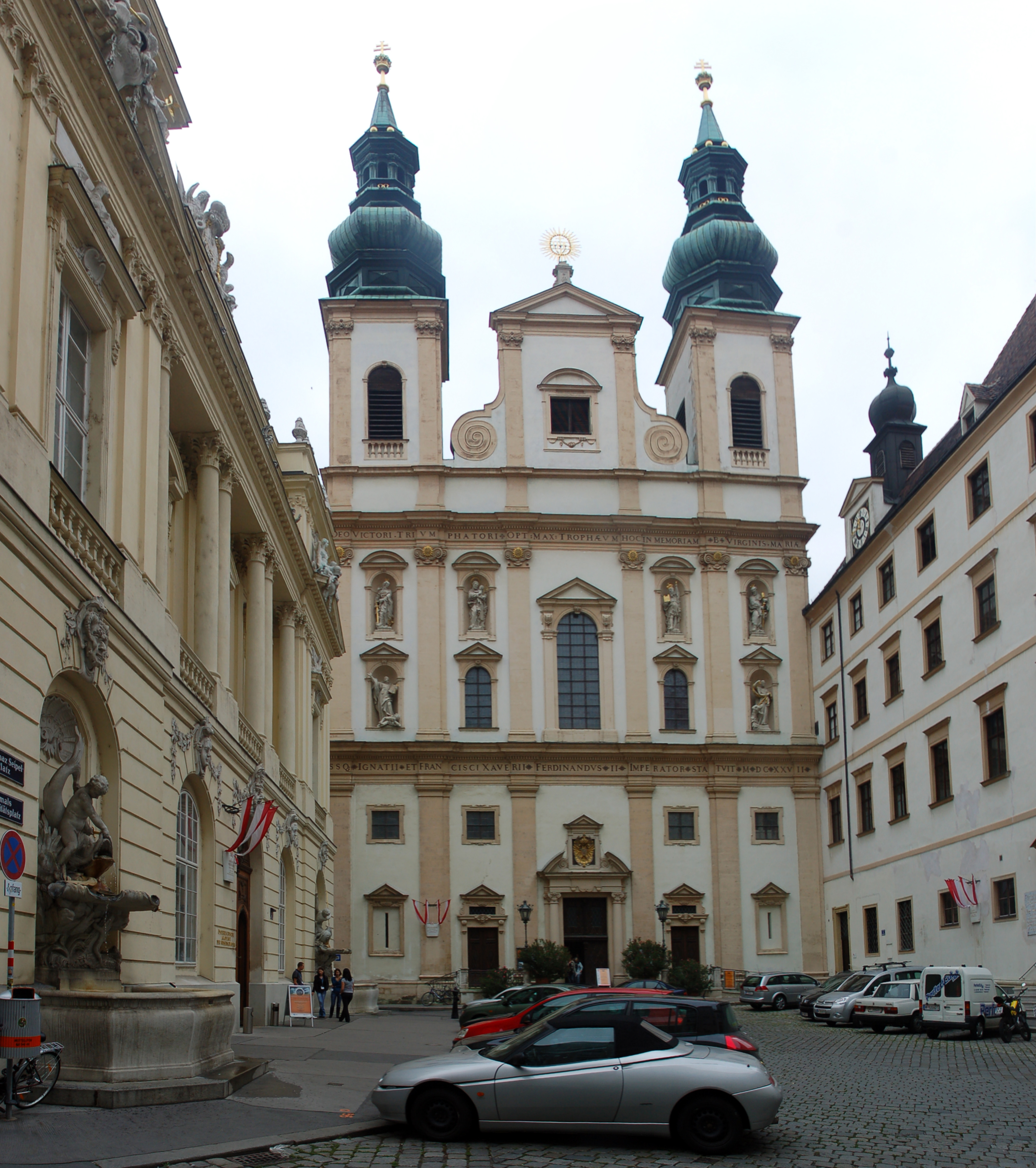
Front der Universitätskirche
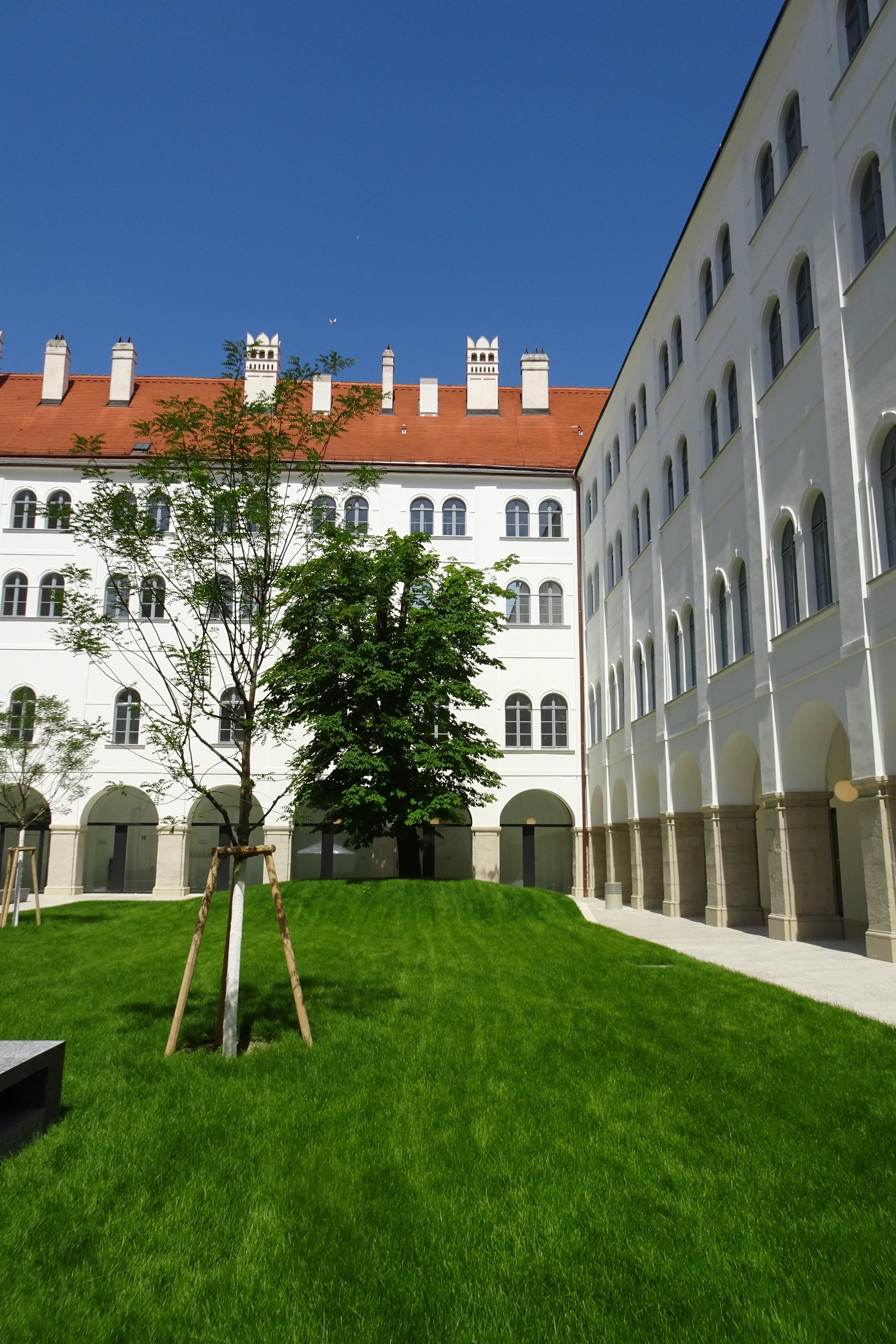
Der 2022 restaurierte und für die Öffentlichkeit freigegebene Arkadenhof
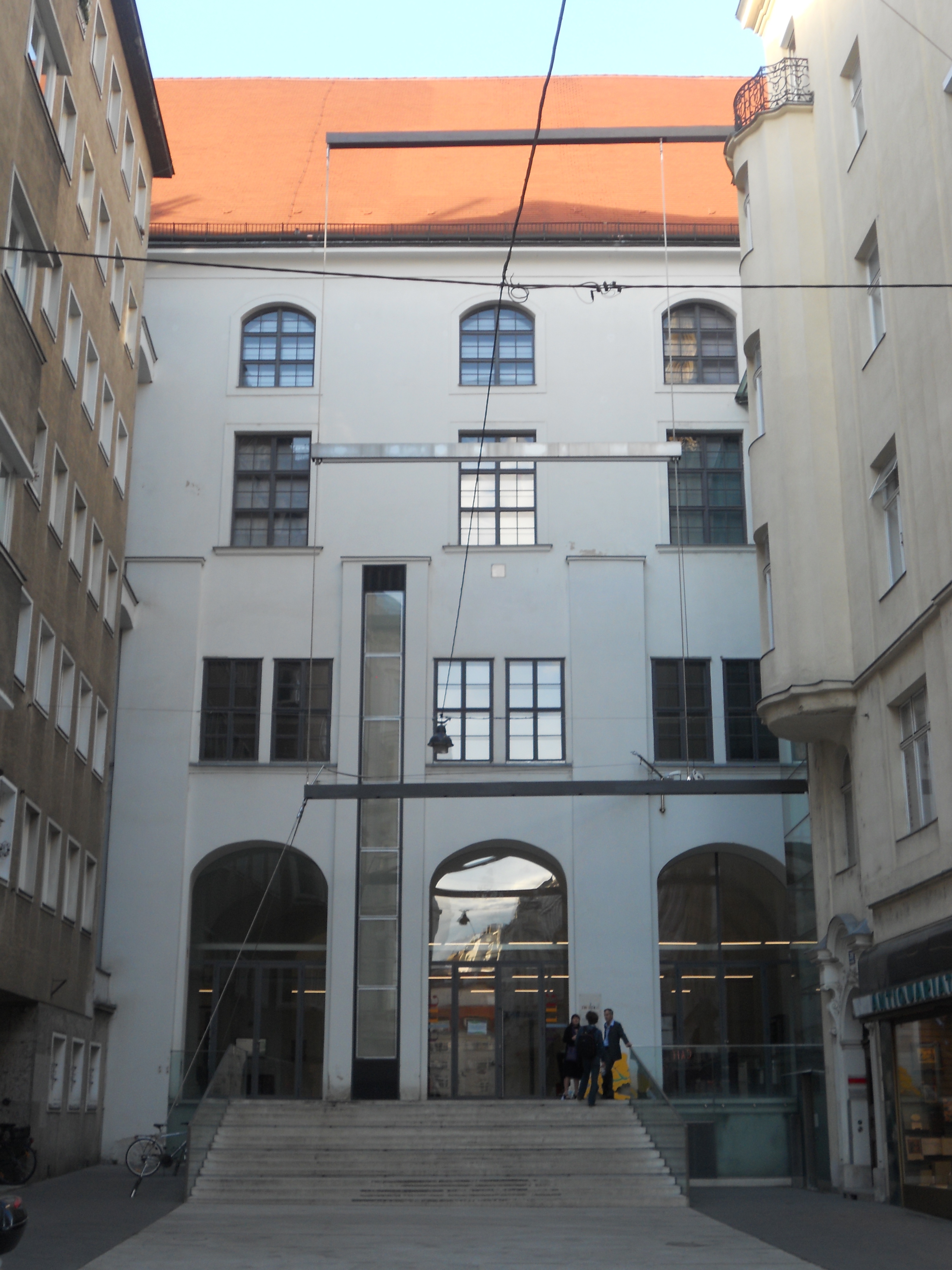
Die Alte Aula (von der Wollzeile aus gesehen)
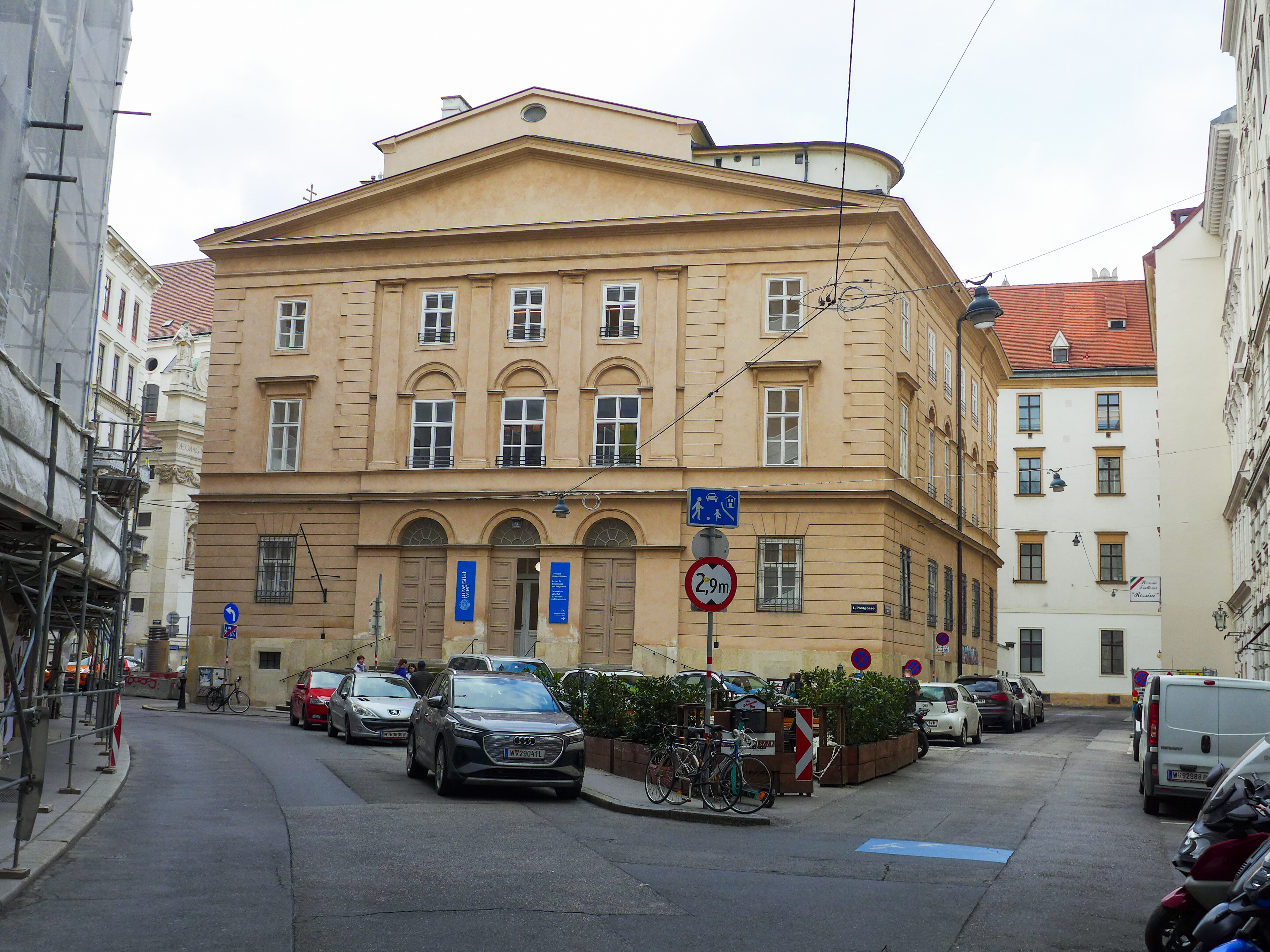
Der Bibliothekstrakt des Jesuitenkollegs, heute Sitz des Archivs der Universität Wien sowie des Instituts und der Fachbereichsbibliothek Byzantinistik und Neogräzistik
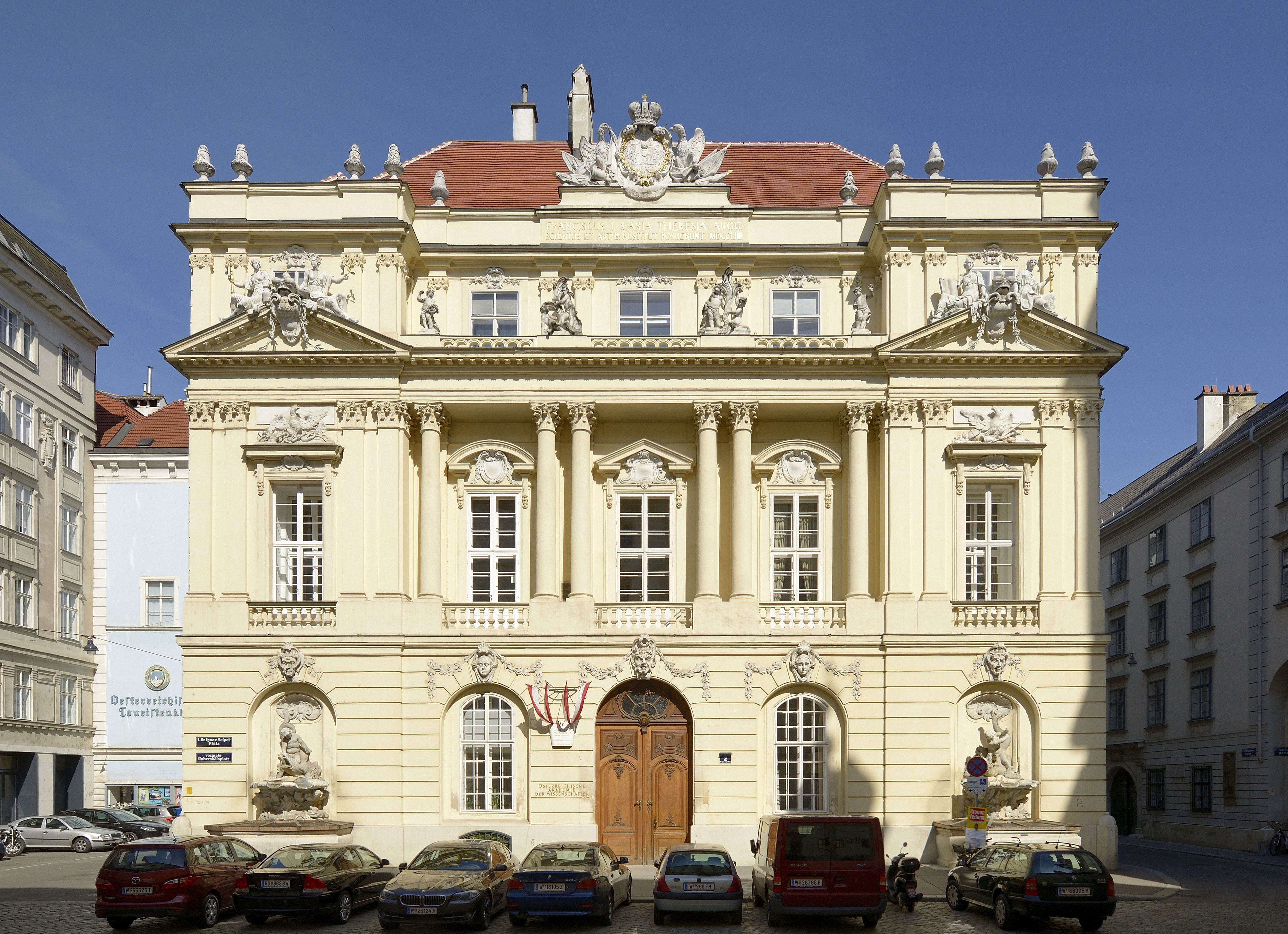
Fassade der Neuen Aula, heute Sitz der Österreichischen Akademie der Wissenschaften
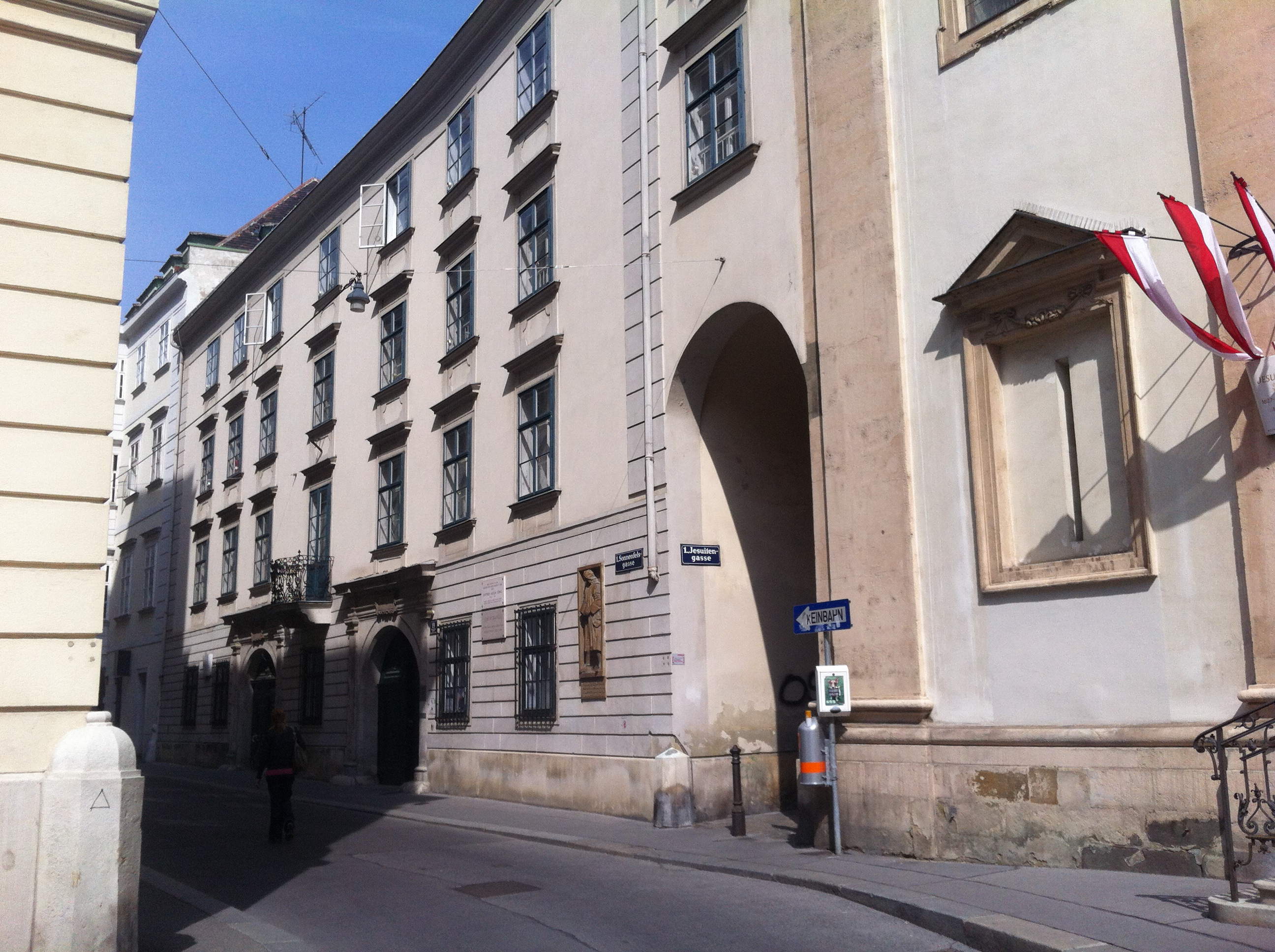
Domus Universitatis (Pedellenhaus)